# Бушра аль-Асад
Бушра аль-Асад (араб. بُشْرَى ٱلْأَسَدِ, трансліт. Bušrā al-ʾAsad; нар. 24 жовтня 1960) — перша дитина і єдина донька Хафеза аль-Асада, президента-диктатора Сирії з 1971 по 2000 рік. Сестра колишнього президента Сирії Башара Асада. Удова Асефа Шауката, заступника начальника штабу Збройних сил Сирії та колишнього керівника військової розвідки Сирії, який загинув під час вибуху в Дамаску 18 липня 2012 року, відповідальність за який взяла коаліція сирійських опозиційних повстанських груп.
Через громадянську війну в Сирії в березні 2012 року її було внесено до списку сирійських урядовців, які підпали під економічні санкції Європейського Союзу та заборону на поїздки. 28 вересня 2012 року повідомлялося, що Бушра аль-Асад втекла з Сирії разом із п'ятьма дітьми, щоб знайти притулок в Об'єднаних Арабських Еміратах. У січні 2013 року в Дубаї до Бушри приєдналася її мати Аніса Махлуф.

## Життєпис

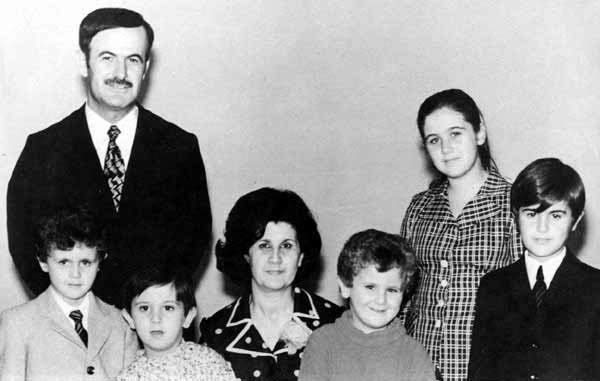
Родина Асадів. Зліва направо: Хафез Асад (батько), Башар (брат), Магер (брат), Аніса Махлуф (мати), Маджид (брат), Бушра і Басіль (брат), 1971 або 1972.

Бушра начебто підтримувала тісні стосунки зі своїм батьком Хафезом аль-Асадом та відігравала важливу роль у керівництві державою протягом останніх років його правління, особливо коли здоров'я Хафеза почало погіршуватися у 1990-х роках. Адміністративні завдання та навіть більшість важливих рішень було делеговано Бушрі, яка створила власний офіс поруч з батьковим у Президентському палаці.  Наприкінці 1970-х років вона супроводжувала свого батька під час закордонних візитів і брала активну участь у прийнятті рішень у найближчому оточенні диктатора, особливо у питаннях, пов'язаних з економікою та закордонними справами, що призвело до припущень, що її розглядають як кандидата на якусь важливу державну роль, чи навіть спадкоємицею. Незважаючи на це, до 1980-х років її молодший брат Басіль взяв на себе цю роль, а після його загибелі інший її брат Башар. В обох випадках вона здійснила власну спробу боротися за престолонаслідування, особливо після вибору Башара, вважаючи його некомпетентним для цієї ролі. Були широко поширені припущення, що якби не її стать, вона була б готова стати президентом. Вона начебто допомогла переконати свого батька, що ув'язнення її дядька Ріфаата аль-Асада після його невдалої спроби державного перевороту 1984 року зганьбило б сім'ю.
Бушра отримала ступінь фармацевта в 1982 році в Дамаському університеті. В університеті Бушра подружився з Бутаїною Шабан, яка стала членом сирійського кабінету. Можливо Шабан познайомив Бушру з Шаукатом, армійським офіцером, старшим за неї на 10 років, одруженим та з репутацією бабія. Незважаючи на спротив родини, Бушра вийшла заміж за Шауката в 1995 році.

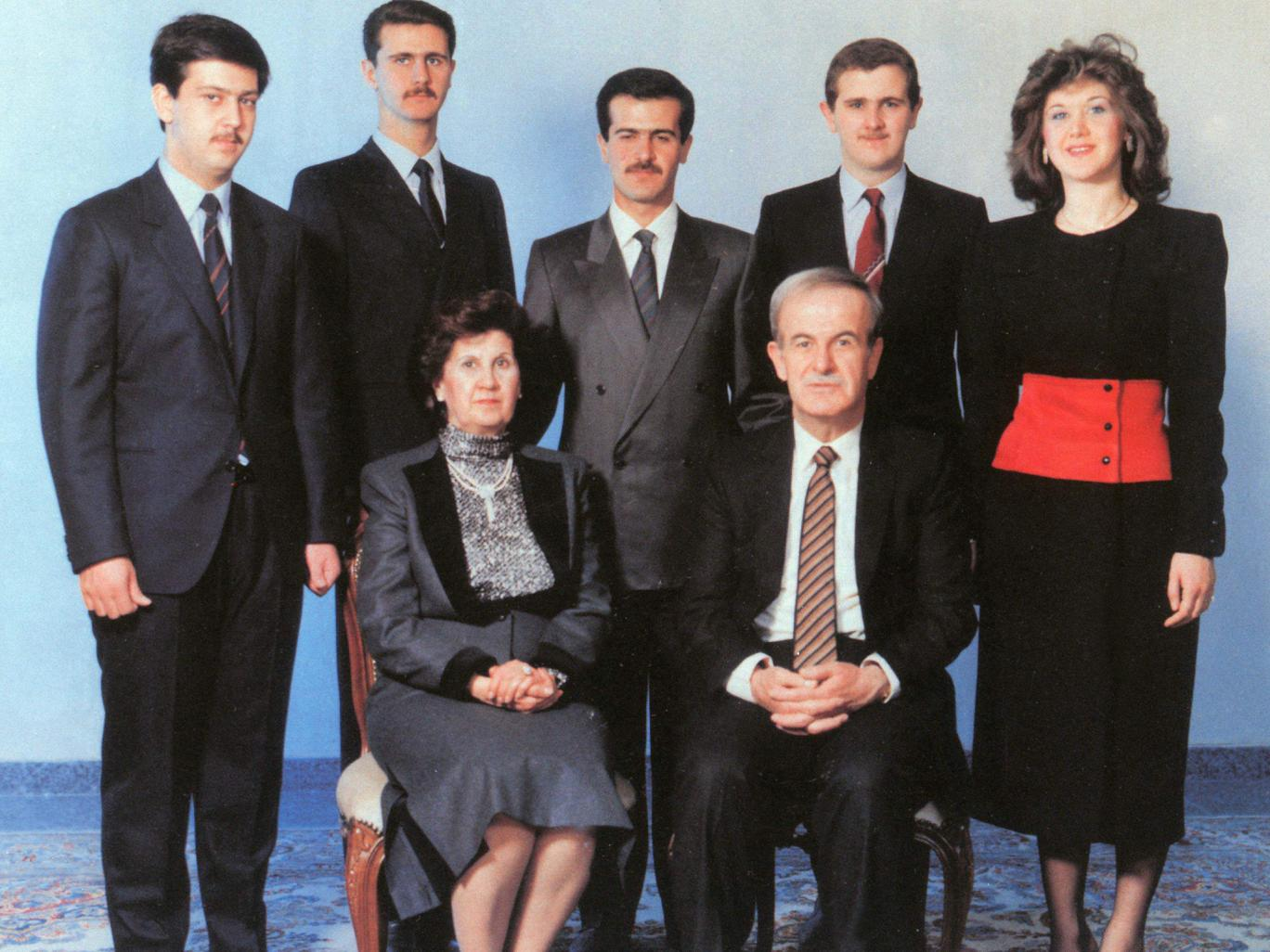
Родина Асадів. Сидять Хафез та Аніса. Стоять зліва направо: Магер, Башар, Басіль, Меджид і Бушра. Початок 1990-х рр.

Після смерті її брата Басіля аль-Асада у 1994 році Бушрі приписували посилення впливу в Сирії. Вона начебто відіграла важливу роль у розвитку сирійської фармацевтичної промисловості. Також Бушра працювала на свого покійного чоловіка, щоб отримати визнання. Наприкінці 1990-х Шаукат взяв на себе ключову роль у сфері безпеки в сирійському військовому та розвідувальному апараті.
Ймовірно існувала напруженість між Бушрою та її невісткою, першою леді Сирії Асмою заль-Асад. З моменту одруження Асми з президентом Сирії в 2000 році Асма кинула виклик суспільним умовностям, часто з'являючись на публіці та у ЗМІ. Повідомлялося, що Бушра не схвалює те, що Асма бере на себе таку публічну роль.
Бушра переїхала до Об'єднаних Арабських Еміратів у вересні 2012 року після смерті її чоловіка під час вибуху бомби. Хоча повстанці взяли на себе відповідальність, існували підозри, що режим її брата міг бути причетним. Бушра живе в Дубаї з п'ятьма дітьми.
У 2019 стало відомо, що донька Бушри, Аніса, вивчала просторовий дизайн в Лондонському університеті мистецтв, незважаючи на те, що була членом сім'ї, яка підпадає під міжнародні санкції. Пізніше Національне агентство з боротьби зі злочинністю Великої Британії вилучило решту 25 000 фунтів стерлінгів на її банківському рахунку.